# Wojciech Korfanty
Wojciech Korfanty, ursprungligen Adalbert Korfanty, född 20 april 1873 i Sadzawka vid Siemianowitz-Laurahütte i Oberschlesien, död 19 augusti 1939 i Warszawa, var en tysk och polsk politiker.
Korfanty studerade nationalekonomi och statsrätt vid universiteten i Berlin och Breslau, praktiserade år 1900 som gruvarbetare i Oberschlesien och började 1902 sin politiska verksamhet som redaktör för en polsk tidning i Katowice. Han var 1903–1912 och juni till november 1918 ledamot av tyska riksdagen och 1913–1918 även av preussiska lantdagen. 
Korfanty företrädde som parlamentariker dessa år sin nationellt polska åskådning med betydande agitatorisk kraft. Han organiserade efter novemberrevolutionen 1918 ett polskt folkråd i Tysklands polska landsdelar och blev efter Versaillesfredens ikraftträdande 1920 polsk folkomröstningskommissarie i Oberschlesien. Som sådan organiserade och ledde han, under skydd av den franska ockupationsstyrkan, en rad polska resningar i Oberschlesien. I den nya polska statens politiska liv tog han verksam del som nationaldemokratisk partiledare.

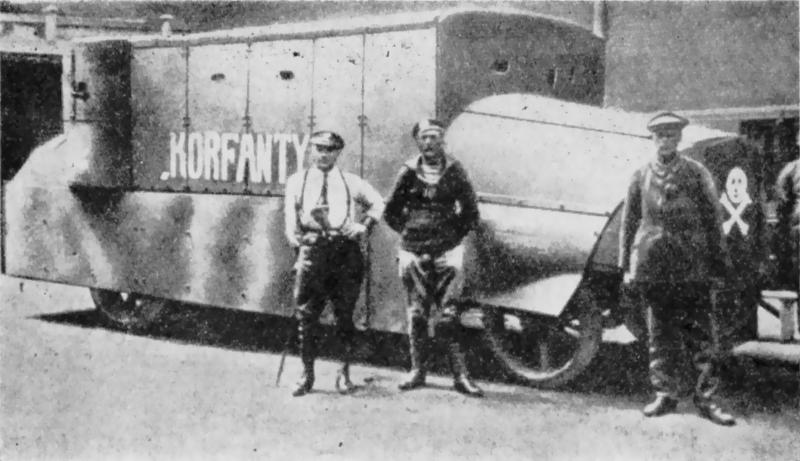
Korfantys beväpnade bil (1920).